# Tameirón
Tameirón (llamada oficialmente Santa María do Tameirón) es una parroquia y un lugar del municipio español de La Gudiña, en la provincia de Orense, Galicia.

## Toponimia
La parroquia también es conocida por el nombre de Santa María de Tameirón.

## Organización territorial
La parroquia está formada por una entidad de población:
- O Tameirón

## Demografía
Gráfica demográfica del lugar de O Tameirón y la parroquia de Tamierón según el INE español:
| Gráfica de evolución demográfica de Tameirón entre 2000 y 2022 |
|                                                                |
| Datos según el nomenclátor publicado por el INE.               |